# 루카누스

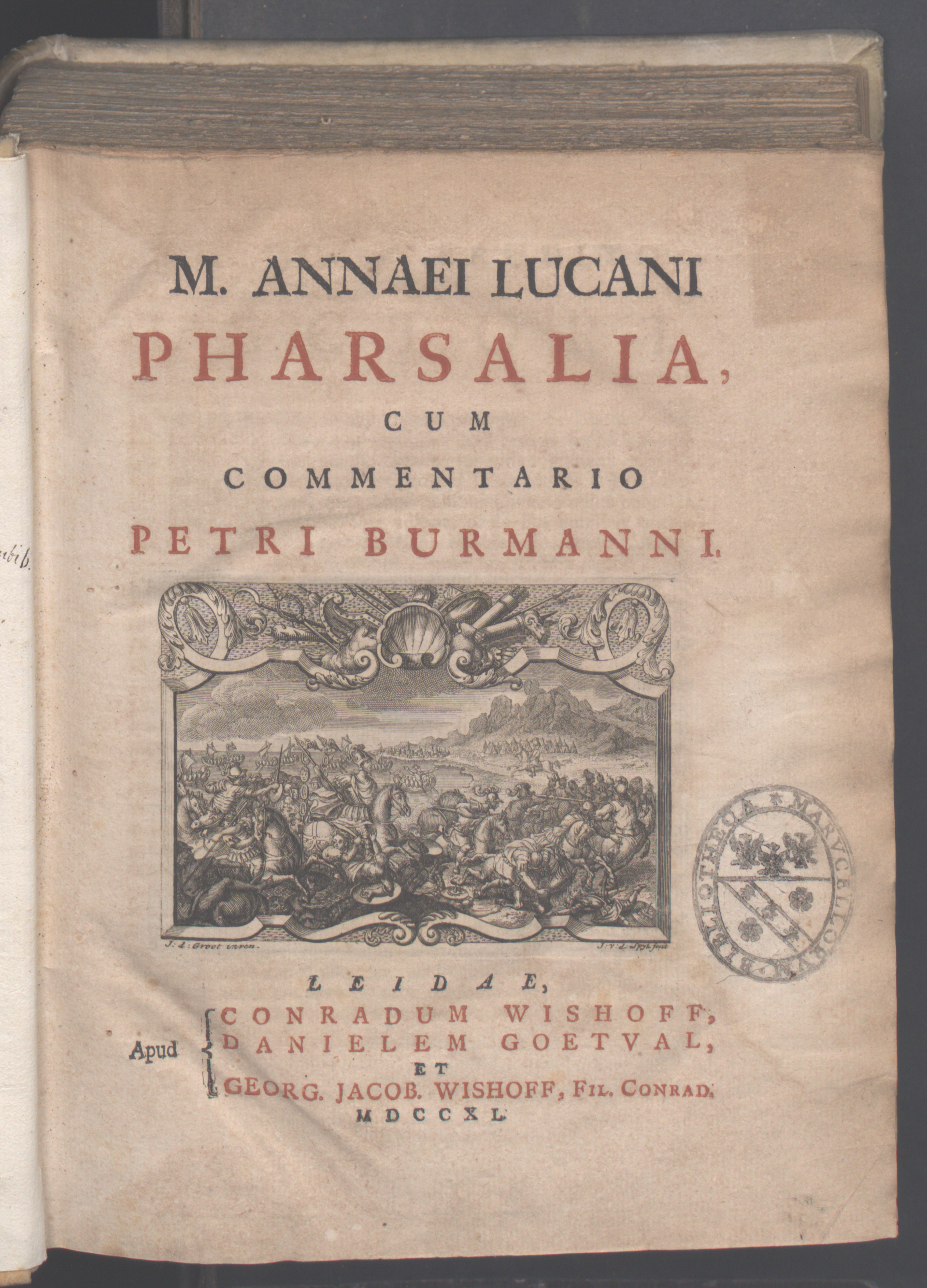
Pharsalia, 1740

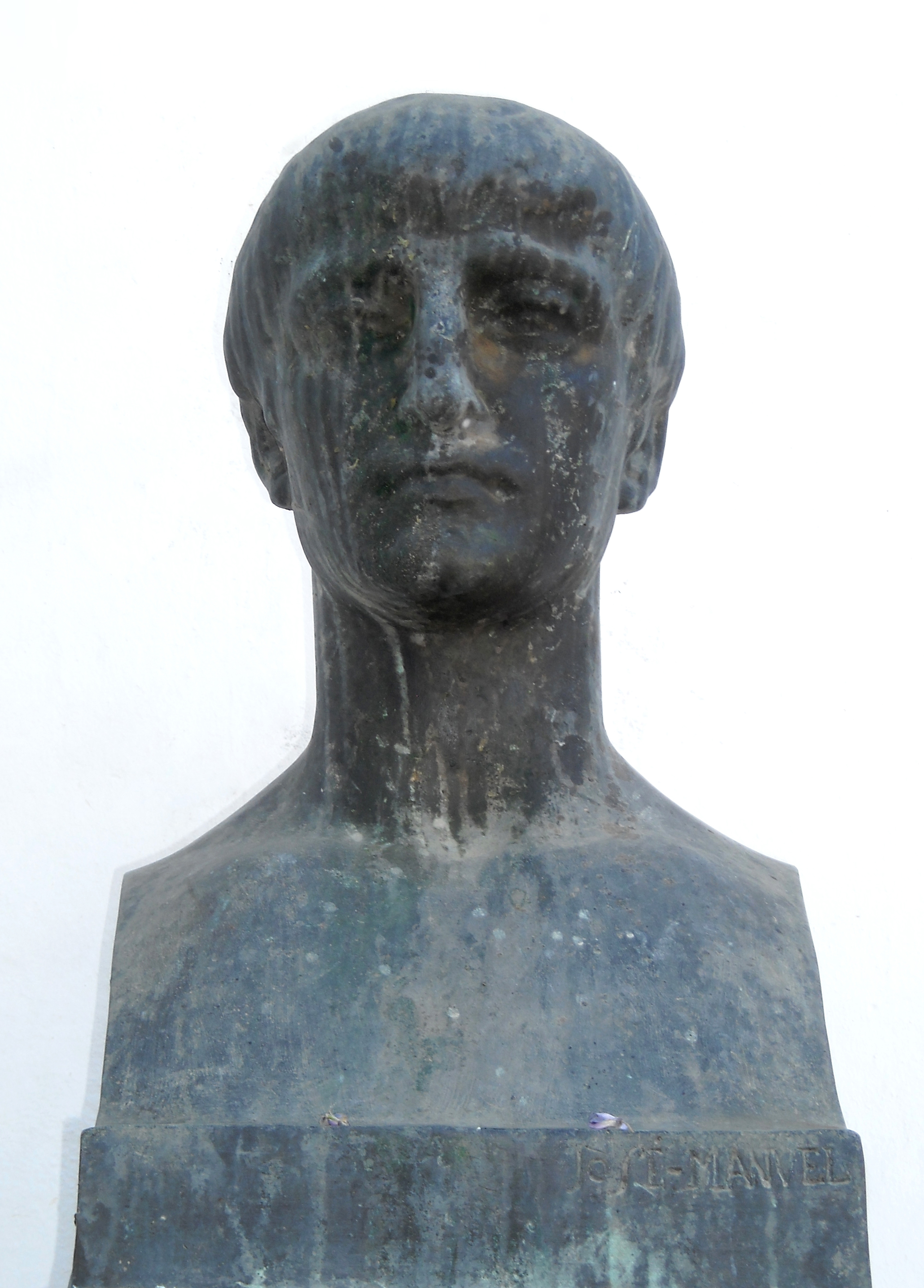

마르쿠스 안나이우스 루카누스(Marcus Annaeus Lucanus, 39년 ~ 65년)는 로마의 정치가이자 서정시인, 철학자이다. 세네카의 조카이기도 하다.
에스파냐의 코르도바에서 태어나 8세경 로마로 옮겨 교육을 받았다. 스토아 학자 코르누투스(20년? ~ ? )에 사사되었다. 조숙한 재능을 나타내어 아테네에 유학한 후 네로(재위 54년 ~ 68년)에 의하여 중용되어 요직을 역임했다. 그러나 예술가로 자처하던 네로 황제의 질투를 사서 대중 앞에서의 시낭독을 금지당했고, 이에 대한 노여움으로 피소의 반란(65년)에 가담, 사건 발각 후 자결했다.
저작의 대부분은 망실되었으나 '내란'을 테마로 한 유일하게 현존하는 시 《파르살리아》는 《아이네이스》 이후 최대의 라틴 서사시로 꼽힌다. 그는 중세에 인기가 대단하였고, 그 영향은 17세기의 시나 연극에서 자주 볼 수 있다.